# Papua New Guinea National Rugby League
La Papua New Guinea National Rugby League (PNGNRL), connu pour des raisons de sponsoring comme la Digicel and ExxonMobil, est le championnat majeur de rugby à XIII en Papouasie-Nouvelle-Guinée. Avant 2005, cette compétition était connue sous le nom de SP Inter-City Cup et lors de sa création en 1990, elle était nommée SP Cup. En 2004, ce championnat ne s'est pas disputé en raison de problèmes financiers et à des violences entre certaines provinces.
En 2017, le stade national de football de Santos est devenu le siège de la Coupe Digicel et a permis aux matchs de passer à un autre niveau grâce aux nouvelles règles sur l'arbitrage vidéo et aux autres technologies modernes. Cet évènement marque alors la PNGRFL comme compétition de la Ligue nationale de rugby de Papouasie-Nouvelle-Guinée, dotée de meilleurs moyens financiers et ses clubs devenus semi-professionnels.
Toutefois, le club majeur des PNG Hunters, seul club professionnel du pays, lui ne participe pas à ce championnat car il dispute la Queensland cup, le 2e échelon du rugby à XIII en Australie.

## Équipes 2024
L'édition 2023 fut remportée par le club de Enga Mioks, en 2024, la compétition est composée des 12 équipes suivantes :
| Club                | Localisation                                    |
| Hela Wigmen         | Hela, Province d'Hela                           |
| Enga Mioks          | Wabag, Enga                                     |
| Goroka Lahahis      | Goroka, Hautes-Terres orientales                |
| Kimbe Cutters       | Kimbe, Nouvelle-Bretagne occidentale            |
| Lae Snax Tigers     | Lae, Morobe                                     |
| Mendi Muruks        | Mendi, Hautes-Terres méridionales               |
| Mount Hagen Eagles  | Mount Hagen, Hautes-Terres occidentales         |
| Port Moresby Vipers | Port Moresby, District de la Capitale nationale |
| Rabaul Gurias       | Rabaul, Nouvelle-Bretagne                       |
| Central Dabaris     | Dabaris, Province centrale                      |
| Waghi Tumbe         | Minj, Jiwaka                                    |
| Gulf Isou           | Gulf, Gulf                                      |

| Champion en titre |

### Anciennes équipes
- Simbu Angrass
- Monier Broncos
- Port Moresby Bulldogs

## Palmarès
| Année | Vainqueur           | Score | Finaliste             | Affluence |
| 1990  | Port Moresby Vipers | 22-14 | Mt Hagen Eagles       | 9 230     |
| 1991  | Port Moresby Vipers | 18-16 | Mt Hagen Eagles       | 8 900     |
| 1992  | Port Moresby Vipers | 36-0  | Mt Hagen Eagles       | 12 112    |
| 1993  | Goroka Lahinis      | 22-10 | Port Moresby Vipers   | 8 291     |
| 1994  | Port Moresby Vipers | 36-30 | Goroka Lahinis        | 8 011     |
| 1995  | Lae Bombers         | 28-18 | Mendi Muruks          | 10 232    |
| 1996  | Mendi Muruks        | 11-10 | Kuniawa Warriors      | 12 312    |
| 1997  | Mt Hagen Eagles     | 19-16 | Lae Bombers           | 10 271    |
| 1998  | Mt Hagen Eagles     | 14-6  | Mendi Muruks          | 9 278     |
| 1999  | Goroka Lahinis      | 18-16 | Rabaul Gurias         | 10 812    |
| 2000  | Enga Mioks          | 36-20 | Rabaul Gurias         | 14 123    |
| 2001  | Rabaul Gurias       | 18-2  | Goroka Lahinis        | 10 912    |
| 2002  | Lae Bombers         | 14-12 | Rabaul Gurias         | 12 321    |
| 2003  | Rabaul Gurias       | 17-16 | Lae Bombers           | 12 381    |
| 2004  | Pas de championnat  |       |                       |           |
| 2005  | Rabaul Gurias       | 23-14 | Port Moresby Bulldogs | 10 249    |
| 2006  | Mendi Muruks        | 19-14 | Goroka Lahanis        | 12 021    |
| 2007  |                     |       |                       |           |
| 2008  |                     |       |                       |           |
| 2009  | Rabaul Gurias       | 24-14 | Enga Mioks            |           |